# مژسترول استات
مژسترول استات (انگلیسی: Megestrol acetate) که با نام تجاری Megace تولید میشود نوعی داروی پروژستینی است که عمدتاً به عنوان محرک اشتها برای درمان سندرم های تحلیل برنده از جمله کاشکسی استفاده میشود. این دارو در درمان سرطان پستان و نیز برای پیشگیری از بارداری هم مورد استفاده است.